# Заплешимо (албум)
Заплешимо је компилацијски албум легенди југословенске рок-сцене у издању дискографске куће Југотон који је издат 1984. године. Као и компилацијски албум Велики тулум из 1983. године, и овај садржи 16 песама. Међу њима је такође и једна дуетска песма, као и једна песма југословенског рок-извођача на енглеском језику која је обрада стране песме. Реиздање овог компилацијског албума је снимила дискографска кућа Hi-Fi Centar 1997. године уз четири додатне песме, скративши свих 16 синглова на 2:50 секунди. 

## Списак песама
1. Денис и Денис - Програм твог компјутера
2. Азра - Клинчек стоји пред облоком
3. Масимо Савић - Сјај у трави
4. D'Boys - Мување
5. Регата - Андреа
6. Аниматори - Као огледала
7. Забрањено пушење - Šeki Is On The Road Again
8. Електрични оргазам - Како бубањ каже
9. Парни ваљак - Ухвати ритам
10. Слађана Милошевић и Дадо Топић - Принцеза
11. Рибља чорба - Кад ходаш
12. Тротакт пројект - Заплешимо
13. Сломљена стакла - Монсунски ветрови
14. Аеродром - Дигни ме високо
15. Партибрејкерс - Хиљаду година
16. Плава трава заборава - Diggy-Liggy-Lo

## Додатне песме
1. Идоли - Кенозоик
2. Бијело дугме - Чудесно јутро у кревету г-ђице Петровић
3. Здравко Чолић - Главо луда
4. Бијело дугме - Не спавај мала моја